# Compludo
Compludo es una localidad española del municipio de Ponferrada, en la comarca de El Bierzo, provincia de León, comunidad autónoma de Castilla y León. Se encuentra dentro del espacio cultural de la Tebaida leonesa, donde a partir del siglo IV se establecieron numerosos de los primeros eremitas cristianos buscando el retiro para dedicarse a la oración y la meditación. 

## Historia
Su origen se remonta al siglo VII, cuando Fructuoso de Braga funda su primer monasterio en las inmediaciones bajo la advocación de los santos niños Justo y Pastor, y su nombre derivaría de Complutum (Alcalá de Henares), la ciudad donde ambos sufrieron martirio.

## Demografía
| Gráfica de evolución demográfica de Compludo entre 2000 y 2021     |
|                                                                    |
| Población de derecho (2000-2021) según el padrón municipal del INE |

## Patrimonio
En la localidad se encuentra la iglesia de San Justo y San Pastor, del siglo XVI, y la herrería, Monumento Nacional desde 1968 y que tradicionalmente se asociaba al primitivo monasterio del siglo VII, aunque nuevos estudios sitúan su construcción a principios del siglo XIX. La herrería, conocida también por el nombre de Fragua de Compludo, está completamente restaurada y es funcional.

## Galería de imágenes
|                         |
| Interior de la herrería |

|                         |
| La Herrería de Compludo |

|          |
| Martillo |